# Joakim Thåströms diskografi
Den här artikeln innehåller Joakim Thåströms diskografi, med skivor både från hans solokarriär, under namnet Thåström, och med grupperna Ebba Grön, Imperiet, Peace, Love and Pitbulls och Sällskapet.

## Ebba Grön

### Album
| År   | Titel                          | Listplacering (Sverige) | Övrigt                            |
| ---- | ------------------------------ | ----------------------- | --------------------------------- |
| 1979 | We're Only in It for the Drugs | 21                      |                                   |
| 1981 | Kärlek & uppror                | 5                       |                                   |
| 1982 | Ebba Grön                      | 1                       |                                   |
| 1983 | Samlade singlar 78/82          | 17                      | samlingsalbum                     |
| 1987 | Ebba Grön 1978-1982            |                         | samlingsalbum                     |
| 1997 | Ebba Grön Live                 | 4                       | livealbum                         |
| 1997 | Boxen                          | 18                      | samlingsbox, även i nyutgåva 2008 |
| 2005 | Ebba Grön Samlingen            | 14                      |                                   |

### Singlar
| År   | Titel                        | Listplacering (Sverige) |
| ---- | ---------------------------- | ----------------------- |
| 1978 | Antirock                     |                         |
| 1978 | Pro-Rock                     | 18                      |
| 1979 | Total-Pop                    |                         |
| 1980 | Staten & kapitalet           | 11                      |
| 1980 | Nu släckas tusen människoliv |                         |
| 1981 | Scheisse                     | 3                       |

### Filmmusik
- 1981 – Operation Leo

## Rymdimperiet

### Singlar
| År   | Titel                        | Listplacering (Sverige) | Format |
| ---- | ---------------------------- | ----------------------- | ------ |
| 1981 | Vad pojkar vill ha           | 5                       | 7"     |
| 1982 | Rymdimperiet                 |                         | 12"    |
| 1983 | Felrättsnettheltfelrättsnett | 17                      | 7"     |

## Imperiet

### Album
| År   | Titel                    | Listplacering (Sverige) | Övrigt                  |
| ---- | ------------------------ | ----------------------- | ----------------------- |
| 1983 | Rasera                   | 11                      |                         |
| 1984 | Imperiet                 | 20                      |                         |
| 1985 | Blå himlen blues         | 5                       |                         |
| 1985 | 2:a Augusti 1985         | 6                       | livealbum               |
| 1986 | Synd                     | 4                       |                         |
| 1988 | Imperiet                 |                         |                         |
| 1988 | Tiggarens tal            | 4                       |                         |
| 1988 | Studio/Live              |                         | samlings- och livealbum |
| 1990 | Kickar                   | 33                      | samlingsalbum           |
| 1995 | Greatest hits            |                         | samlingsalbum           |
| 2002 | Alltid rött, alltid rätt |                         | samlingsalbum           |
| 2007 | Klassiker                |                         | samlingsalbum           |
| 2009 | Silver, guld & misär     | 10                      | samlingsbox             |

### Singlar
| År   | Titel                    | Listplacering (Sverige) | Övrigt                          |
| ---- | ------------------------ | ----------------------- | ------------------------------- |
| 1983 | Alltid rött, alltid rätt |                         | 7"                              |
| 1984 | Du ska va' president     | 15                      | 7" och 12"                      |
| 1984 | Fred                     | 17                      | 7" och 12"                      |
| 1985 | C.C. Cowboys             | 6                       | 12" - endast promo              |
| 1985 | Märk hur vår skugga      | 2                       | 7"                              |
| 1986 | Den vilda världen        |                         | 7" och 12" - endast testpressar |
| 1986 | Var e vargen             | 6                       | 7" och 12"                      |
| 1986 | Peace                    | 11                      | 7" och 12"                      |
| 1986 | Cafe Cosmopolite         |                         | 7" och 12" - endast promo       |
| 1987 | Saker som hon gör        |                         | 7"                              |
| 1987 | 19hundra80sju            | 8                       | 7"                              |
| 1988 | Be the President         |                         | 7", 12" och CD-singel           |
| 1988 | ...som eld               | 8                       | 7"                              |
| 1988 | I hennes sovrum          | 8                       | CD-singel - endast promo        |

## Peace, Love & Pitbulls

### Album
| År   | Titel                      | Listplacering (Sverige) | Övrigt                                 |
| ---- | -------------------------- | ----------------------- | -------------------------------------- |
| 1992 | Peace, Love & Pitbulls     | 8                       | släpptes i internationell version 1993 |
| 1994 | Red Sonic Underwear        | 20                      |                                        |
| 1997 | 3                          | 11                      |                                        |
| 2007 | War In My Livingroom 92-97 |                         | samlingsalbum                          |

### Singlar
| År   | Titel                     | Listplacering (Sverige) | Album                  |
| ---- | ------------------------- | ----------------------- | ---------------------- |
| 1992 | (I'm the) Radio King Kong |                         | Peace, Love & Pitbulls |
| 1992 | Be My TV                  |                         | Peace, Love & Pitbulls |
| 1993 | Hitch Hike to Mars        |                         | Peace, Love & Pitbulls |
| 1993 | Reverberation Nation      |                         | Peace, Love & Pitbulls |
| 1994 | Animals                   | 34                      | Red Sonic Underwear    |
| 1995 | Das neue konzept          |                         |                        |
| 1997 | Caveman                   | 20                      | 3                      |
| 1997 | Kemikal                   |                         | 3                      |

## Thåström

### Album
| År   | Titel                                                | Listplacering (Sverige) | Övrigt                                          |
| ---- | ---------------------------------------------------- | ----------------------- | ----------------------------------------------- |
| 1989 | Thåström                                             | 4                       |                                                 |
| 1991 | Xplodera mig 2000                                    | 6                       |                                                 |
| 1998 | Singoalla                                            |                         |                                                 |
| 1999 | Det är ni som e dom konstiga det är jag som e normal | 1                       |                                                 |
| 2002 | Mannen som blev en gris                              | 2                       |                                                 |
| 2003 | Thåström på röda sten                                | 20                      | live EP                                         |
| 2005 | Skebokvarnsv. 209                                    | 1                       |                                                 |
| 2006 | Solo Vol. 1                                          | 20                      | samlingsalbum                                   |
| 2009 | Kärlek är för dom                                    | 1                       |                                                 |
| 2009 | Be-bop-a-lula hela jävla dan!                        | 1                       | samlingsalbum, releasedatum: 2009-11-25         |
| 2012 | Beväpna dig med vingar                               | 1                       |                                                 |
| 2012 | Som jordgubbarna smakade...                          | 12                      | livealbum och livedvd, releasedatum: 2012-11-21 |
| 2015 | Den morronen                                         | 1                       | releasedatum: 2015-02-11                        |
| 2015 | Ungefär så här                                       | 11                      | samlingsbox, releasedatum: 2015-11-20           |
| 2017 | Centralmassivet                                      | 1                       |                                                 |
| 2020 | Klockan 2 på natten, öppet fönster                   | 3                       | Livealbum                                       |
| 2021 | Dom som skiner                                       | 2                       |                                                 |
| 2024 | Somliga av oss                                       | 1                       |                                                 |

### Singlar
| År   | Titel                  | Listplacering (Sverige) | Album                                                |
| ---- | ---------------------- | ----------------------- | ---------------------------------------------------- |
| 1989 | Pang boom krash        | 12                      | Thåström                                             |
| 1989 | Karenina               | 17                      | Thåström                                             |
| 1989 | Alla vill till himlen  |                         | Thåström                                             |
| 1989 | Ståaldrigstill         |                         | Thåström                                             |
| 1990 | Alla har fel           | 18                      | Xplodera mig 2000                                    |
| 1991 | Xplodera mig           |                         | Xplodera mig 2000                                    |
| 1991 | Städer                 |                         |                                                      |
| 1999 | Två + två              | 10                      | Det är ni som e dom konstiga det är jag som e normal |
| 2000 | Hjärter dam            | 54                      | Det är ni som e dom konstiga det är jag som e normal |
| 2000 | Städer när jag blöder  | 30                      | Det är ni som e dom konstiga det är jag som e normal |
| 2002 | Höghussång             | 12                      | Mannen som blev en gris                              |
| 2002 | Ungefär så här...      |                         | Mannen som blev en gris                              |
| 2005 | Ingenting gör mig      | 31                      |                                                      |
| 2005 | Fanfanfan              | 1                       | Skebokvarnsv. 209                                    |
| 2006 | Om Black Jim           | 2                       | Skebokvarnsv. 209                                    |
| 2006 | Sönder Boulevard       | 12                      | Skebokvarnsv. 209                                    |
| 2009 | Kärlek är för dom      | 8                       | Kärlek är för dom                                    |
| 2009 | Långtbort              |                         | Kärlek är för dom                                    |
| 2012 | Beväpna dig med vingar |                         | Beväpna dig med vingar                               |
| 2012 | Samarkanda             |                         | Beväpna dig med vingar                               |
| 2015 | Kom med mig            |                         | Den morronen                                         |
| 2017 | Utanför Old Point Bar  |                         | Centralmassivet                                      |
| 2017 | Körkarlen              |                         | Centralmassivet                                      |
| 2021 | Papperstunna väggar    |                         | Dom som skiner                                       |
| 2021 | Isbergen               |                         | Dom som skiner                                       |

### Filmmusik
- 2005 – Tjenare kungen

### Medverkar
- 2002 Framåt! - För Palestinas befrielse

## Sällskapet
| År   | Titel      | Listplacering (Sverige) | Övrigt |
| ---- | ---------- | ----------------------- | ------ |
| 2007 | Sällskapet | 1                       | album  |
| 2007 | Nordlicht  |                         | singel |
| 2013 | Nowy Port  |                         | album  |